# TETRAPOL

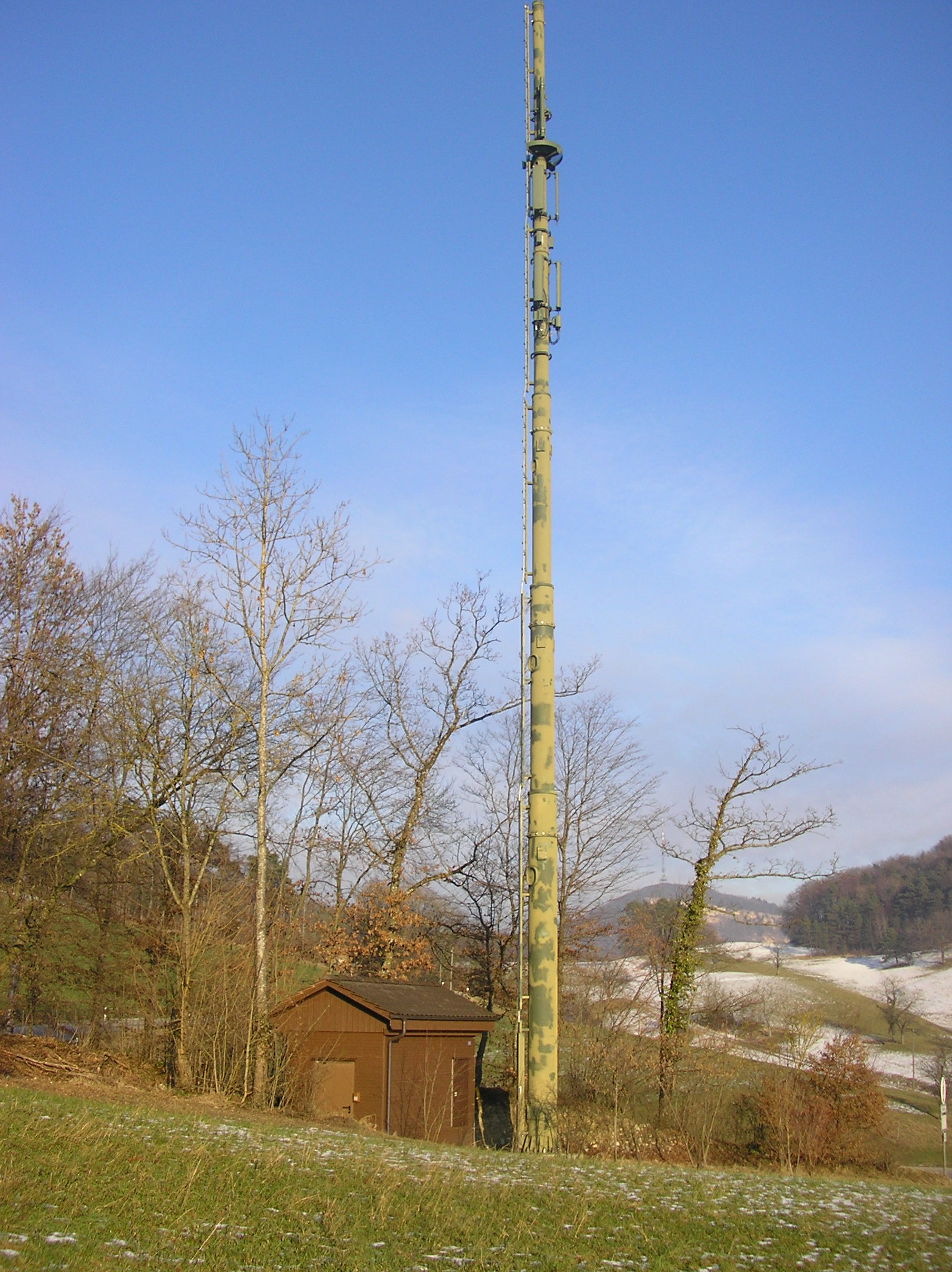
Mât Polycom (transmission) au col du Bözberg

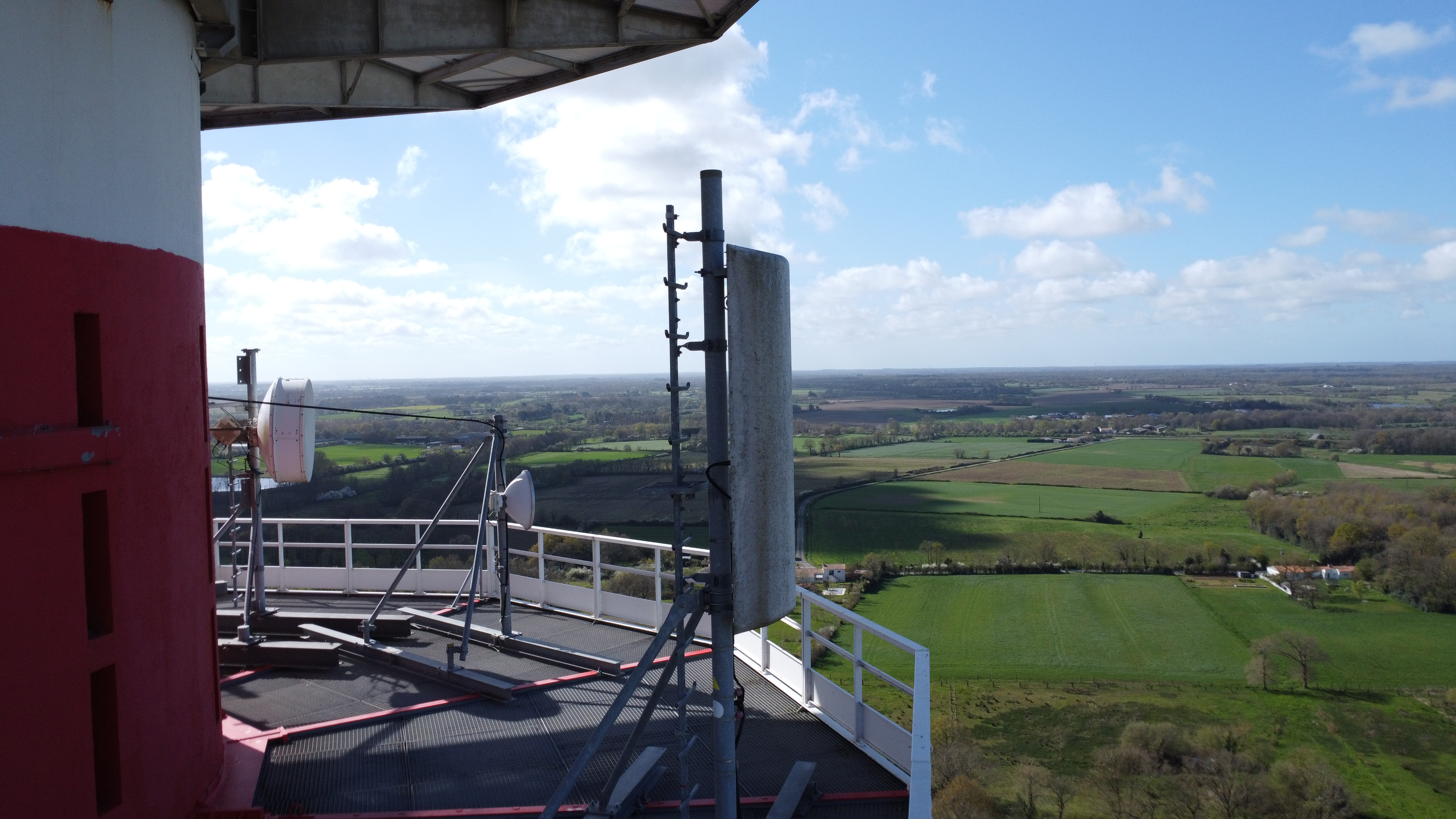
Antennes TETRAPOL (panneau blanc au dernier pallier) pour le réseau ANTARES et ACROPOL sur la tour TDF de Saint Christophe du Ligneron (85).

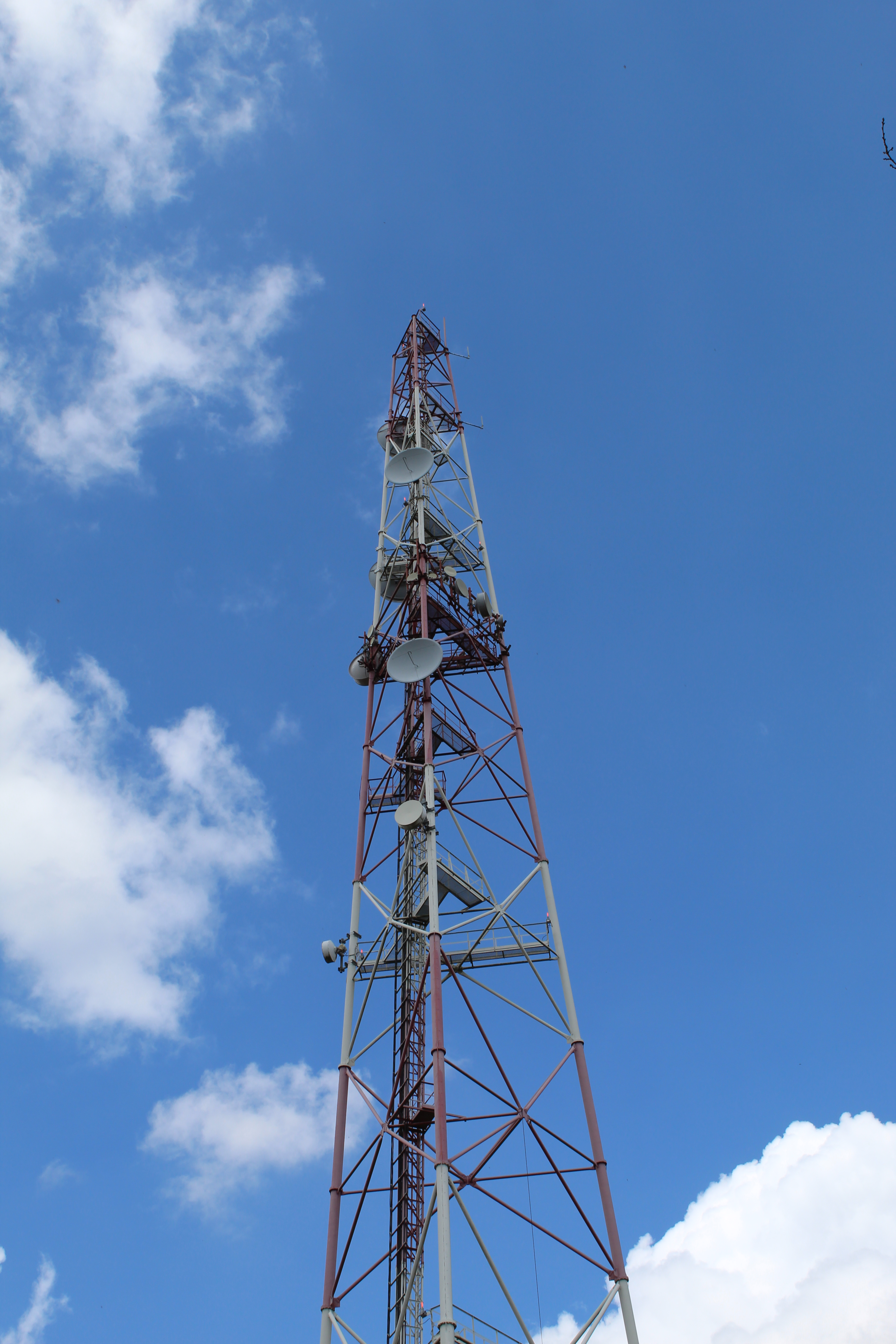
Antennes ground plane au sommet à droite pour le réseau TETRAPOL de la gendarmerie en 70 MHz sur le pylône de Pouancé (49).

TETRAPOL (Terrestrial Trunked Radio POLice) est une norme de radiocommunication numérique, principalement mise en œuvre dans des matériels utilisés par les forces de sécurité. Airbus Defence and Space est le principal fournisseur de cette technologie. TETRAPOL est utilisé dans de nombreux pays.

## En France
En France, la norme TETRAPOL concerne les réseaux suivants, regroupés et le plus souvent interopérables au sein de l’INPT (Infrastructure Nationale Partageable des Transmissions) :
- ACROPOL (Automatisation des Communications Radioélectriques Opérationnelles de la POLice nationale), pour la police nationale ;
- Rubis (Réseau Unifié Basé sur l'Intégration des Services) en 80 MHz et Corail NG, pour la gendarmerie nationale ;
- ANTARES (Adaptation Nationale des Transmissions Aux Risques Et aux Secours), pour la sécurité civile, les sapeurs-pompiers et les SAMU ;
- ADAGIO (Application de Diffusion de l’Alerte et de Gestion Informatisée des Opérations), pour la BSPP (Brigade de sapeurs-pompiers de Paris) ;
- Opera, pour la marine nationale ;
- SERVIR pour l'armée française et le 41e régiment de transmissions[2][source insuffisante] ;
- Pour le réseau de bus lillois Ilévia[réf. nécessaire] ;
- ARCAP : (Appareil de RadioCommunication de l'Administration Pénitentiaire), pour l'administration pénitentiaire
- RORCAL (Réseau Opérationnel Radio séCurisé nationAL), pour la Direction générale des Douanes et Droits indirects (DGDDI)
- RENABEC : REseau Numérique A Base d'Equipements Civils (réseau militaire)
- Réseau de sécurité du château de Versailles, ce réseau a été désinstallé en 2011 au profit d'un réseau DMR.

Un exemple concret d’interopérabilité opérationnelle permise par la norme TETRAPOL est l’utilisation de canaux de communication communs pour la gestion des secours d’urgence. Ainsi, un appel au 15 (SAMU) ou 18 (sapeurs-pompiers) est géré par le même centre de traitement de l’alerte, qui met en communication en temps réel les opérateurs du CODIS et du SAMU (notamment un médecin qui, si le besoin est qualifié, oriente et coordonne la réponse médicale menée sur le terrain par les pompiers).
Les réseaux de l’INPT seront remplacés à partir de 2025 par le Réseau radio du futur (RRF).

## En Suisse
En Suisse, à l’instar de la France, la norme TETRAPOL est utilisée en un réseau unique, liant ainsi toutes les unités civiles et militaires entre elles : le réseau POLYCOM. L'utilisation de cette norme facilite la coopération transfrontalière, par exemple dans la région du Grand Genève, en permettant de fusionner le réseau POLYCOM avec les réseaux français ANTARES, ACROPOL ou encore Rubis.